# Topolino (libretto)
Topolino è una rivista periodica che pubblica storie a fumetti con personaggi Disney edito dall'aprile 1949 dall'Arnoldo Mondadori Editore in collaborazione con la Walt Disney Company, considerata come una delle serie a fumetti più note e longeve in Italia, insieme a Tex e Diabolik. 
Nel corso degli anni ha riscosso grande successo non solo tra un pubblico giovane ma anche adulto, divenendo un vero e proprio punto di riferimento per intere generazioni di lettori. Alcune storie pubblicate sulle sue pagine hanno ottenuto grande popolarità contribuendo al prestigio di maestri italiani del disegno Disney quali Giorgio Cavazzano, Massimo De Vita, Pier Lorenzo De Vita, Carlo Chendi, Gian Giacomo Dalmasso, Luciano Gatto, Luciano Bottaro, Giovan Battista Carpi, Sergio Asteriti, Guido Scala, Giulio Chierchini, Rodolfo Cimino, Marco Gervasio, Casty, Silvia Ziche, Marco Rota e Romano Scarpa.
Prese il posto della precedente versione a giornale edita dal 1932 a differenza della quale presenta storie solo con i personaggi della Disney in parte estere e in parte italiane, le quali col tempo sono diventate preponderanti. Dal 1988 la testata venne pubblicata dalla sola Disney e, dal 2013, dalla Panini Comics.
Stampato ininterrottamente dal 1949, ha raggiunto numerosi traguardi editoriali: il 27 giugno 1965 uscì il n°500; il 26 gennaio 1975 il n°1000; il 26 agosto 1984 il n°1500; il 27 marzo 1994 il n°2000; il 28 ottobre 2003 il n°2500; il 22 maggio 2013 il n°3000 e il 21 dicembre 2022 il n°3500.
Una copia originale del primo numero della serie è fra gli albi a fumetti più ricercati dai collezionisti, arrivando a quotazioni di circa 4800 euro.

## Storia editoriale
A seguito del calo di vendite che alla fine degli anni quaranta colpì i giornali a fumetti come Topolino, la Mondadori, per non perdere i diritti delle pubblicazioni da libreria che sarebbero stati ritirati dalla Disney se avesse interrotto la testata, decise di rilanciarla cambiandone il formato e la periodicità. Il nuovo formato sarebbe stato lo stesso di un'altra pubblicazione della Mondadori, il mensile Selezione dal Reader's Digest, per stampare la quale veniva utilizzava una nuova e costosa macchina che però restava inutilizzata nei periodi di attesa tra un numero e il successivo; si pensò allora di usarla per stampare Topolino che ne ricalcherà così il formato 12,5×18 cm e tutti i successivi cambiamenti (aumenti di pochi centimetri nelle dimensioni, il passaggio dalla spillatura alla brossura, cambi nel tipo di carta impiegata). Il nuovo corso venne ampiamente pubblicizzato sugli ultimi due numeri di Topolino formato giornale, il n. 737 e il n. 738 e nell'aprile 1949 Topolino nella nuova veste editoriale esordiva nelle edicole con un nuovo n. 1, con una periodicità inizialmente mensile, cento pagine di storie esclusivamente disneyane, al prezzo di 60 lire anziché le 15 del precedente settimanale. In alto a sinistra sotto l'indicazione del mese e dell'anno compariva la dicitura "Vol. I" in quanto avrebbe dovuto far parte di una raccolta di sei numeri con numerazione delle pagine che continuava da un numero al successivo realizzando così alla fine di un semestre un volume unico.
Inizialmente la testata ebbe una periodicità mensile (anche se nei mesi di luglio del 1950 e 1951 usciranno due numeri); divenne quindicinale dal n. 40 (10 aprile 1952) e infine settimanale dal n. 236 (5 giugno 1960) con uscita il mercoledì. I primi 74 numeri furono spillati e dal n. 75 si passò definitivamente alla brossura. La veste grafica rimase simile negli anni tranne quando dal n. 605 del 2 luglio 1967 fu inserita per la prima volta la caratteristica banda gialla sul fianco con l'indicazione della testata, dell'editore, del numero oltre che la firma di Disney; essa negli anni ha subito dei leggeri restyling. Con la pubblicazione del Topolino n. 1702 del 1988 la Walt Disney Company subentra alla Mondadori con la sua divisione locale Walt Disney Company Italia mantenendo lo stesso personale. Nel 2013 col n. 3019 la testata passa dalla Disney Italia alla Panini Comics.

### Il 1949 e gli anni cinquanta
Il 7 aprile 1949 esce il primo numero stampato con una tiratura di 80 000 copie con una copertina che ritraeva Topolino in divisa tratta dal retro del n. 9 della collana Walt Disney's Comics and Stories realizzata tramite un ricalco di autore ignoto mentre sul retro appare un disegno di Ken Hultgren raffigurante Minni intenta nel giardinaggio. In alto a sinistra, sotto l'indicazione del mese e dell'anno troviamo la dicitura Vol. I. All'inizio della sua avventura, infatti, il libretto era pensato come una raccolta di sei numeri, chiamati fascicoli, e con numerazione delle pagine continua da un numero a un altro, realizzando così alla fine di un semestre una volume unico. Le storie a fumetti presenti sono in gran parte americane tranne Eta Beta l'uomo del 2000 e Topolino e il cobra bianco che era iniziata nel Topolino giornale e che si concluderà nel primo numero della nuova serie, mentre altre tre storie sono di Carl Barks: Paperino milionario al verde, Pluto salva la nave e 'Paperino e il segreto del vecchio castello'. Il volume venne poi completato da Le storie dello zio Remo - Coniglietto e l'arcobaleno d'oro, di George Stallings e Dick Moores, con protagonisti i personaggi animati del film I racconti dello zio Tom; Buci e le pulizie di primavera, di Don Gunn, Il piccolo Lupo Mannaro e Cappuccetto Rosso, di Carl Buettner e tutta una serie di rubriche scritte principalmente da Guido Martina a quel tempo unico sceneggiatore Disney a lavorare per Mondadori.
Nel 1952 Topolino diventa quindicinale in seguito a un referendum fatto fra i lettori e basato sull'invio di una cartolina presente nel n. 8. A questo cambiamento venne dato molto risalto anche con slogan presenti sulle copertine. Nel 1953 con il n. 75 non sarà più spillato ma brossurato e dal numero 77 comparirà la scritta Arnoldo Mondadori Editore. Nel 1955 vengono pubblicate 8 storie italiane tra le quali Paperino e il misterioso Mister Moster di Guido Martina e Giovan Battista Carpi. Il numero delle pagine è 100 con le uniche eccezioni rappresentate dal primo numero dell'anno (106), che ospita l'ultimo numero della rubrica "Toposport", e dall'ultimo numero dell'anno (129) che essendo uno speciale natalizio ha 132 pagine e per questo numero costa 100 lire, 20 in più del solito. Nel 1956 fino a settembre il prezzo rimane 80 lire ma dal n. 148 le pagine diventano 132 e il prezzo passa a 100 lire. A partire dal n. 145 spariscono dalla costa di copertina le immagini con i personaggi disneyani. Nel 1957 dal n. 165 il disegno della costa è caratterizzato da un motivo a quadretti bianchi e rossi o bianchi e blu e vengono prodotte 30 storie italiane. Nel 1959 dal n. 220 le pagine sono metà a colori e metà in bianco e nero alternativamente.

### Anni sessanta
Il 5 giugno 1960 la testata diventa settimanale con il n. 236 e l'anno successivo dal n. 289 diventa tutto a colori. Da ottobre 1963 il prezzo sale a 120 lire e il numero delle pagine a 148. Viene pubblicata la famosa parodia Paperino fornaretto di Venezia di Osvaldo Pavese e Giovan Battista Carpi. Nel 1965 a causa di uno sciopero il n. 479 verrà integrato nel n. 480. Viene pubblicato il n. 500 (che è quindi in realtà il 499º) che ha 180 pagine e costa 150 lire e contiene in allegato una lettera di Walt Disney che si complimenta con il direttore Mario Gentilini per il traguardo raggiunto. Nel 1966 nel n. 578 viene data notizia della morte di Walt Disney. Nel 1967 con il n. 605 la grafica del dorso assume il fondo giallo utilizzato ancora oggi. Inoltre Giorgio Cavazzano esordisce con la storia Paperino e il singhiozzo a martello pubblicato nel n. 611.
Dal 1969 l'influenza della pubblicità fa sì che il numero di pagine diventi variabile. Nello stesso anno esordisce Paperinik nel n. 706 nella storia Paperinik il diabolico vendicatore e dal n. da 708 al n. 713 viene presentata l'iniziativa editoriale Operazione Dollaro, un concorso che mette in palio premi e monete dorate.

### Anni settanta
All'inizio del decennio la redazione si trova con una carenza di sceneggiatori e si decide di avvalersi degli stessi disegnatori nell'ideazione delle storie oltre a cercarne di nuovi come Abramo e Giampaolo Barosso. Il 1973 è segnato dall'Operazione Quack, una lunga iniziativa editoriale con gadget allegati per 11 settimane all'albo e che permetteva di collezionare francobolli dorati dedicati ai diversi personaggi Disney. Il francobollo veniva accompagnato da una storia che riguardava il personaggio raffigurato impegnato nella soluzione de Il mistero del totem decapitato.
Altra iniziativa l'anno successivo con l'Operazione Monaco 74, in occasione del Campionato mondiale di calcio, con allegati album e figurine dedicate ai mondiali. In questo stesso anno Guido Martina e Giovan Battista Carpi creano la coppia Topolino Kid e Pippo sei colpi. Il traguardo del millesimo numero viene raggiunto il 26 gennaio 1975 (in realtà corrisponderebbe al 999º considerando come numero unico il n. 479/480).
Un altro concorso vi fu nel 1979 quando a partire dal n. 1211 per 16 settimane venne lanciata l'iniziativa Occhio al numero: su ogni copia veniva stampato un numero diverso i cui possessori se estratti si aggiudicavano diversi premi.

### Anni ottanta
Dopo più di trent'anni nel 1980 Topolino cambia per la prima volta direttore: Mario Gentilini passa il testimone a Gaudenzio Capelli. Dal n. 1305 cambia lievemente anche la grafica di copertina. Il numero 1370, prima volta nella storia della testata, non venne stampato a causa di uno sciopero e si passò direttamente dal 1369 al 1371. Nel 1982 vengono pubblicate ben tre saghe a fumetti: la Saga della spada di ghiaccio di Massimo De Vita e due famose parodie di Guido Martina, La storia di Marco Polo detta Il Milione e Paperino e il vento del Sud disegnate rispettivamente da Romano Scarpa e Giovan Battista Carpi |e ispirate il primo a uno sceneggiato televisivo RAI del tempo e il secondo al film Via col vento. Ci fu poi l'abbinamento al programma televisivo Topolino show' di Rete 4 (all'epoca di proprietà della Mondadori) in cui ogni settimana veniva proposto un personaggio da indovinare ritratto in una caricatura di Scarpa. Il traguardo del numero 1500 (che in realtà è il 1498-esimo) si raggiunge nel 1984 e viene allegata una targa metallica riproducente la copertina.
Nel 1988 la Walt Disney Company Italia diventa l'unico editore della rivista subentrando alla Mondadori e il n. 1701 è l'ultimo pubblicato in collaborazione con quest'ultima; in copertina sulla costa gialla il cambio viene evidenziato con un volto stilizzato di Topolino che prende il posto del logo dell'editore milanese. Nello stesso anno per le storie di produzione italiana (riconoscibili da sempre dal codice I-xxxx, che sta per il numero di Topolino) sono indicati per la prima volta gli autori dei testi e dei disegni, inizialmente solo per cognome poi anche per nome.
A partire dal 1989 iniziano a uscire annualmente i primi gadget estivi da montare in più uscite, come un orologio da polso biodegradabile detto "Orologio ecologico", realizzato con il Mater-Bi, una bioplastica innovativa per l'epoca.

### Anni novanta
Nei primi anni novanta continuano ad essere distribuiti i gadget estivi di grande successo, sempre realizzati in plastica biodegradabile, come la macchina fotografica "Topoclick" con cui il settimanale supera le 700 000 copie vendute, seguiti da altri in plastica convenzionale, come il binocolo chiamato "Topobinocolo", poi ancora lo zainetto "Topojolly" e, infine, il walkie talkie denominato "Topowalkie" con il quale viene superato addirittura il milione di copie vendute.
Dal numero 1989 del 1994 vengono pubblicate (tranne sporadiche eccezioni) solo storie italiane, e nello stesso anno esce il n. 2000 (in realtà il 1998-esimo) con 385 pagine e in allegato una cornice riproducente una versione in tre dimensioni della copertina di Giorgio Cavazzano.
Dal 1993 al 1996 dalla testata spariscono gradualmente alcune rubriche storiche come Qui Paperino Quack, in cui Elisa Penna, spacciandosi per Paperino, rispondeva alle lettere dei lettori, Saranno famosi, raccolta di foto dei lettori, Cambi e scambi in cui i lettori pubblicavano annunci, e il calendario, un'agenda presente sotto vari nomi e aspetti grafici sin dagli anni '80 in cui venivano inserite curiosità, eventi, notizie, compleanni di personaggi famosi che dopo un ridimensionamento nel 1995 sparirà nel 1998. Con il n. 1936 del 3 gennaio 1993 cambia formato passando da 13 cm a 14 cm di larghezza, e con il n. 2115 dell'11 giugno 1996, oltre a un restyling della testata, la costa è semplificata, spariscono i contorni rossi delle scritte ed il simbolo di Topolino da nero e piatto diviene rosso e tridimensionale. In tale numero debutta anche una delle storie più lunghe per numero di episodi: Il papero del mistero di Silvia Ziche.
Dal 1997 compare il codice a barre e l'indirizzo del sito internet della Disney. A dicembre 1998 cambia la struttura stessa della testata: dal blocco storie-rubriche-storie, si passa a un'alternanza tra storie e rubriche già usata in passato. Dopo Gaudenzio Capelli, che lascia la direzione nel 1994 arriva Paolo Cavaglione dal 1994 al 1999, e Gianni Bono dal 1999 al 2000.

### Anni duemila

La copertina del numero 3042

Dal 2000 si hanno altre modifiche della sola veste grafica. La direzione poi è affidata dapprima a Claretta Muci (2000 - 2007) e poi Valentina De Poli (2007 - 2018). Arrivano nuovi autori usciti anche dall'Accademia Disney e continua la tradizione di realizzare parodie ispirate stavolta anche a prodotti televisivi come Paperino e il Grande Zio (2000) e Zio Paperone e l'isola dei granosi (2004) che parodiano i reality show, e Paperina di Rivondosa (2005) ispirata a uno sceneggiato televisivo. Dal n. 2430 del 2 luglio 2002 in copertina viene tolta la scritta Walt dalla scritta Walt Disney, analogamente a quanto accade sulle altre testate Disney. Vi è un ulteriore avvicinamento al pubblico più giovane anche se sotto la nuova direzione si cerca di rendere la lettura interessante anche per un pubblico più maturo. I temi più trattati nelle rubriche sono l'ambiente, lo sport e lo spettacolo ma non mancano rubriche a carattere scientifico e geografico. Dal 2007 con il n. 2717 cambia completamente la veste grafica e le copertine tendono sempre più a essere ispirate alla storia principale.

### Anni duemiladieci
Il n. 2902 del 6 luglio 2011 è il primo numero disponibile anche in digitale in occasione del restyling del settimanale.
Il 22 maggio 2013 esce in edicola Topolino n. 3000 (in realtà il 2997º) in edizione speciale con un formato doppio rispetto al normale, quindi di 324 pagine. Dal 2 ottobre dello stesso anno, per la pubblicazione dei nuovi numeri della rivista, la Disney collabora con la Panini Comics, con tanto di copertina celebrativa di Giorgio Cavazzano, in cui Topolino imita la celebre rovesciata dell'album dei Calciatori Panini.
Ad aprile 2018 viene effettuato un importante restyling di tutta la rivista.
A settembre 2018 Valentina De Poli viene destituita dalla direzione, ruolo che lascia il 1º ottobre dello stesso anno. 
Dopo la destituzione di De Poli, Panini Comics affidò la direzione al direttore del mercato italiano Alex Bertani, come direttore ad interim fino alla conclusione dell'anno corrente. Tuttavia, dopo la rinuncia della persona inizialmente individuata da Panini, Bertani assunse il ruolo in via definitiva, come direttore editoriale (cioè direttore che si occupa della "gestione" del giornale), mentre Marco Marcello Lupoi divenne direttore responsabile (cioè responsabile legalmente della rivista). Il primo numero diretto dai nuovi direttori è il 3280, uscito il 3 ottobre. Sul numero 3281 (secondo della direzione Bertani-Lupoi) è presente l'ultimo editoriale, quello di addio, della ormai ex direttrice Valentina De Poli.
Il numero 3286 del 14 novembre 2018 celebra i 90 anni del personaggio di Topolino, con copertina disegnata da Silvia Ziche che contrappone a confronto le due figure del Topo degli esordi con quello dei tempi moderni, allegando con esso anche una statuetta dorata di tale personaggio.
Il direttore Bertani fin da subito inizia una serie di cambiamenti sulla rivista: per esempio dopo soli 9 mesi dal precedente, avviene un nuovo restyling dell'indice e dell'editoriale di apertura. Viene dedicata una pagina intera all'anteprima del numero successivo e viene reinserita la pagina della Posta.
Dopo pochi mesi, assume il ruolo di direttore responsabile, subentrando a Lupoi, Fabrizio Melegari.
I numeri 3306 e 3307 celebrano i 70 anni della rivista, con il primo che omaggia la copertina anonima del 1949 rivisitata da Cavazzano.
Nell'aprile 2019 viene annunciato che il disegnatore Andrea Freccero si occuperà della consulenza artistica per la rivista.
Maggio segna l'addio di due dei maggiori disegnatori italiani Disney. Luciano Gatto, dopo 61 anni di carriera, a seguito della sua mancata riconferma dovuta allo stile dei suoi disegni, ritenuti ormai ''non più adeguati alla nuova linea editoriale'', annuncia infatti di lasciare la redazione, insieme pure ad altri autori (dopo il grande numero di persone che erano rimaste coinvolte nella realizzazione del periodico nei due anni precedenti); inoltre lo stesso disegnatore veneziano comunica che anche il suo collega Massimo De Vita ha deciso di andare in pensione.

### Anni duemilaventi
Con l'inizio del nuovo decennio vengono introdotte nuove storie e novità, a partire dall'esordio del giovane autore Marco Nucci scelto direttamente dal direttore.
La pandemia di COVID-19 non ha influito negativamente sulla riuscita della rivista, sia nella realizzazione che nella vendita. Tuttavia, per il solo anno 2020 è stato annullato il calendario delle fiere in loco. In un'intervista nell'autunno del 2020, il direttore Bertani ha dichiarato che lui stesso è supervisore per le sceneggiature, così come Andrea Freccero è il supervisore per i disegni.
Il 21 dicembre 2022 il settimanale ha pubblicato il numero 3500, un albo speciale che ha festeggiato contemporaneamente il traguardo del numero di uscite, la celebrazione del Natale e i 75 anni di Paperon de' Paperoni, con allegata una statuetta celebrativa raffigurante Paperone giovane cercatore d'oro nel Klondike. Di tale numero ne è stata pubblicata anche una versione con copertina variant.

## Scuola italiana
(Luca Boschi, Topolino Story volume 1)
La testata, diversamente dalla sua precedente incarnazione a giornale, non presenta solo storie con personaggi della Disney realizzati da autori americani come Gottfredson e Barks ma anche altre realizzate da autori italiani. Inizialmente vengono realizzate da autori italiani solo le copertine (Ambrogio Vergani, Michele Rubino e lo stesso Mario Gentilini, direttore della testata) ma già dal n. 7 compare la prima storia realizzata in Italia scritta da Guido Martina e disegnata da Angelo Bioletto: L'inferno di Topolino, parodia interpretata dai personaggi Disney dell'Inferno dantesco. A questi autori se ne affiancheranno molti altri quali Ennio Missaglia, Abramo Barosso, Luciano Bottaro, Romano Scarpa e che porterà l'Italia a realizzare, secondo INDUCKS, la maggior parte della produzione mondiale di fumetti Disney.
Nella lunga vita editoriale della testata si trovano diverse cifre stilistiche: da quella iniziale di Martina, seguito da Missaglia, Barosso, Dalmasso con atmosfere noir, a quella di Chendi che partendo dallo stile di Martina concepisce un'opera più approfondita simile al lavoro di Barks inserendo più frequentemente situazioni comiche e leggere nelle sue storie. Più recentemente si è avuta una svolta tendente al comico anche se le epiche avventure delle origini sono spesso riprese da artisti come Rudy Salvagnini, Giorgio Pezzin, Carlo Panaro, Attilio Martellone e Fabio Michelini (capace di fondere la scuola italiana di Martina con gli elementi classici delle storie di Barks), cui si aggiunge Rodolfo Cimino che ha interpretato in maniera originale e personale le grandi epopee avventurose barksiane. Fra i disegnatori i principali sono Giovan Battista Carpi che ha influenzato una gran numero di giovani artisti, Luciano Bottaro che ha fuso nel suo stile gli insegnamenti di Gottfredson e Barks, Angelo Bioletto, Romano Scarpa nel doppio ruolo di scrittore e disegnatore, per arrivare a Giorgio Cavazzano e Massimo De Vita, figlio del celebre Pier Lorenzo che alcuni decenni prima aveva disegnato il Tuffolino del periodo bellico.

## Fasi della rivista
Data la lunga vita editoriale della testata è possibile suddividerla in periodi in funzione dell'editore, della periodicità e dalla veste grafica.
| Numeri progressivi | Numeri pubblicati | Data                             | Periodicità  | Dorso             | Editore                    |
| ------------------ | ----------------- | -------------------------------- | ------------ | ----------------- | -------------------------- |
| 1-39               | 39                | 7 aprile 1949 - 6 marzo 1952     | mensile      |                   | Mondadori                  |
| 40-235             | 196               | 10 aprile 1952 - 25 maggio 1960  | quindicinale |                   | Mondadori                  |
| 236-604            | 369               | 5 giugno 1960 - 25 giugno 1967   | settimanale  | dorso a quadretti | Mondadori                  |
| 605-1701           | 1097              | 2 luglio 1967 - 3 luglio 1988    | settimanale  | dorso giallo      | Mondadori                  |
| 1702-3018          | 1317              | 10 luglio 1988 - 1º ottobre 2013 | settimanale  | dorso giallo      | Walt Disney Company Italia |
| dal 3019           | In corso          | 8 ottobre 2013 - In corso        | settimanale  | dorso giallo      | Panini Comics              |

## Dati di vendita
(Luca Boschi, da Topolino Story volume 1)

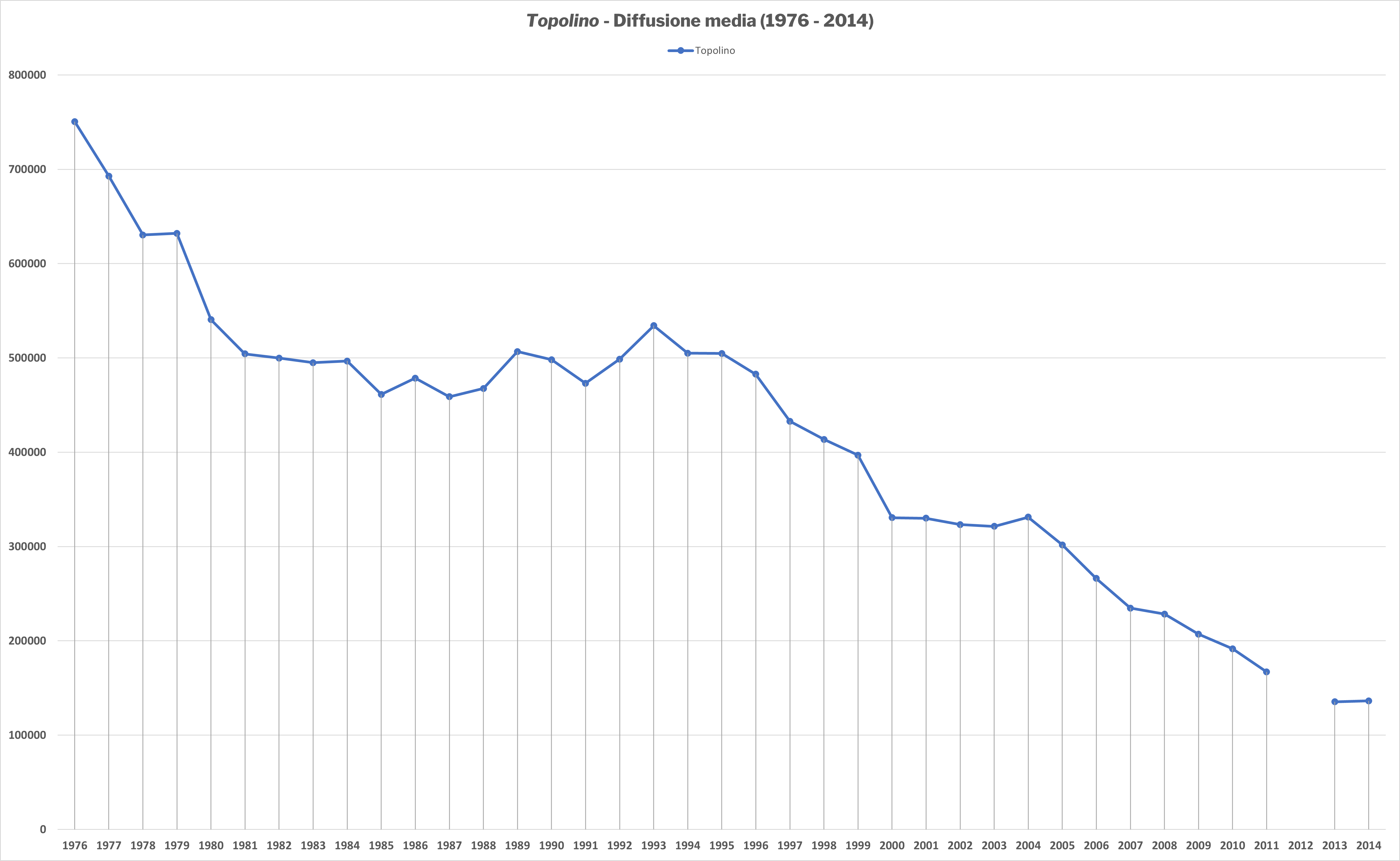
Topolino, diffusione media (1976 - 2014). Dati ADS.

Per molto tempo è stato il fumetto più venduto in Italia. Inizialmente le vendite si attestavano sulle 400 000 copie per poi incrementarsi e avvicinarsi al milione. Nella seconda metà degli anni '70 le vendite calarono a 150 000. Nel 1980 erano 250 000. Si risollevarono ulteriormente nel corso degli anni '80 ritornando a toccare e a superare, nei primi anni 90, un milione di copie vendute. Dagli anni novanta in poi si ha un nuovo calo, ritornando tuttavia per un breve periodo ai livelli di vendita precedenti. Nel 2007 i dati dell'Accertamenti Diffusione Stampa, riferiti all'anno mobile Ads marzo 2006 – febbraio 2007, indicano circa 260 000 copie vendute settimanalmente, in calo dell'11% rispetto all'anno precedente. È il secondo fumetto venduto in Italia dopo Tex, che però è mensile, mentre Topolino esce ogni settimana. In seguito le vendite subiscono un nuovo drastico calo (a marzo 2013 si assestano a 56 000 copie settimanali) e si fa strada l'ipotesi di una vendita della pubblicazione alla Panini Comics avvenuta effettivamente ad ottobre 2013. 
Con l'avvento della direzione Bertani, a partire dal 2018, si assiste ad importanti cambiamenti per quanto riguarda la testata: un sensibile aumento delle storie a puntate pubblicate sul settimanale, valse a fidelizzare il lettore, una maggiore omogeneità stilistica, il rilancio di personaggi ritenuti minori e una maggiore continuità tra le varie avventure a fumetti. Inoltre, sono pressoché scomparsi i vip ''paperizzati'', cioè trasformati in personaggi dell'universo disneyano, ricorrenti invece nella precedente gestione De Poli. In più, sono aumentate le trame introspettive, che approfondiscono lati nascosti sulla personalità dei vari personaggi disneyani tentando dunque di indurre una riflessione nel lettore. Tali migliorie hanno portato anche ad un consistente aumento delle diffusione del Topo sia in termini di vendite cartacee che diffusione digitale. 

## Prezzo
| Prezzo          | dal numero | con data         |
| --------------- | ---------- | ---------------- |
| ₤ 60            | 1          | 7 aprile 1949    |
| ₤ 70            | 22         | 7 dicembre 1950  |
| ₤ 80            | 36         | 6 dicembre 1951  |
| ₤ 100           | 148        | 10 ottobre 1956  |
| ₤ 80            | 236        | 5 giugno 1960    |
| ₤ 100           | 289        | 11 giugno 1961   |
| ₤ 120           | 410        | 6 ottobre 1963   |
| ₤ 150           | 605        | 2 luglio 1967    |
| ₤ 200           | 906        | 8 aprile 1973    |
| ₤ 250           | 975        | 4 agosto 1974    |
| ₤ 300           | 1021       | 22 giugno 1975   |
| ₤ 400           | 1119       | 8 maggio 1977    |
| ₤ 500           | 1245       | 7 ottobre 1979   |
| ₤ 600           | 1329       | 17 maggio 1981   |
| ₤ 700           | 1378       | 25 aprile 1982   |
| ₤ 800           | 1413       | 26 dicembre 1982 |
| ₤ 1000          | 1464       | 18 dicembre 1983 |
| ₤ 1200          | 1524       | 10 febbraio 1985 |
| ₤ 1300          | 1596       | 29 giugno 1986   |
| ₤ 1400          | 1649       | 5 luglio 1987    |
| ₤ 1500          | 1678       | 24 gennaio 1988  |
| ₤ 1700          | 1710       | 4 settembre 1988 |
| ₤ 2000          | 1754       | 9 luglio 1989    |
| ₤ 2300          | 1859       | 14 luglio 1991   |
| ₤ 2500          | 1963       | 11 luglio 1993   |
| ₤ 2800          | 2059       | 16 maggio 1995   |
| ₤ 3000          | 2119       | 9 luglio 1996    |
| ₤ 3200 / € 1,65 | 2223       | 7 luglio 1998    |
| ₤ 3300 / € 1,70 | 2328       | 11 luglio 2000   |
| ₤ 3400 / € 1,76 | 2380       | 10 luglio 2001   |
| € 1,80          | 2432       | 9 luglio 2002    |
| € 1,90          | 2536       | 6 luglio 2004    |
| € 2,00          | 2606       | 8 novembre 2005  |
| € 2,10          | 2641       | 11 luglio 2006   |
| € 2,20          | 2745       | 8 luglio 2008    |
| € 2,30          | 2850       | 13 luglio 2010   |
| € 2,40          | 2954       | 10 luglio 2012   |
| € 2,50          | 3058       | 2 luglio 2014    |
| € 2,70          | 3255       | 11 aprile 2018   |
| € 3,00          | 3306       | 3 aprile 2019    |
| € 3,20          | 3456       | 16 febbraio 2022 |
| € 3,50          | 3525       | 14 giugno 2023   |

## Direttori
Nel corso degli oltre settant'anni di storia di Topolino libretto si sono succeduti sette direttori, qui di seguito elencati:
- Mario Gentilini (1949 - 1980)
- Gaudenzio Capelli (1980 - 1994)
- Paolo Cavaglione (1994 - 1999)
- Gianni Bono (1999 - 2000; reggente)
- Claretta Muci (2000 - 2007)
- Valentina De Poli (2007 - 2018)
- Alex Bertani (dal 2018; come direttore editoriale)[4]

Fino a De Poli, tutti i direttori risultavano sia come editoriali che come responsabili. Bertani è invece solo direttore editoriale, mentre il direttore responsabile è Fabrizio Meregari per Topolino (da gennaio 2019) e Marco Marcello Lupoi per le pubblicazioni ad esso collegate (e, da ottobre 2018 a gennaio 2019, anche per Topolino).

## Gadget e VersioniVariant
Nel corso degli anni numerosi gadget sono stati allegati alla testata, quali figurine, monete, banconote fac-simile, cartoline, francobolli, medaglie commemorative, spille, tappi, articoli di cartoleria, orologi, macchine fotografiche, lenti, portachiavi, marsupi e zainetti, poi modellini di veicoli e di edifici, statuette dei personaggi, targhe metalliche, mazzi di carte e giochi di società, oltre a manuali, fascicoli ed opuscoli. 
A partire dal 2013, da quando Topolino è passato alla Panini Comics vengono pubblicate per particolari eventi o ricorrenze delle versioni variant del fumetto con copertine diverse rispetto alla copia pubblicata in edicola. Tali versioni vengono vendute solo online, presso fumetterie o fiere come Cartoomics (Milano), Comicon (Napoli), Etna Comics (Catania), Romics (Roma) e Lucca Comics (Lucca). Solitamente, oltre alla copia commercializzata in edicola, viene distribuita una sola variant ma, in casi eccezionali, sono state proposte anche due versioni variant per uno stesso numero per un totale di tre copertine differenti per ciascun numero.
Con l’aumentare dell'interesse per le variant, il settimanale ha continuato a pubblicarne diverse altre connesse e dedicate a un numero sempre maggiore di eventi culturali come il Salone internazionale del libro di Torino, il Torino Comics e il Milan Games Week, assieme ad altre realizzate per sancire il traguardo dei numeri raggiunti, specialmente quelli tondi, o per commemorare il Natale, come per esempio quella del n. 3500. Inoltre, in via del tutto eccezionale, sono state proposte ai clienti delle variant esclusive distribuite solo per chi aveva sottoscritto l’abbonamento.
In edicola sono state inoltre commercializzate copie di Topolino con due copertine diverse per uno stesso numero, sia a soggetti differenti che componibili, oltre a serie di copertine puzzle, di solito a tema storico o natalizio, componibili come quadranti oppure in sequenza.

## Ristampe
La Walt Disney Italia e il gruppo editoriale RCS MediaGroup hanno ristampato Topolino dal numero 1 del 1949 al numero 38 del 1952 allegandoli alla collana a fumetti composta da 38 albi intitolata Gli anni d'oro di Topolino distribuita settimanalmente dal Corriere della Sera (dal 22 marzo al 6 dicembre 2010), che raccoglie tutte le storie e strisce auto-conclusive di Floyd Gottfredson.